# Aplysina aerophoba
Aplysina aerophoba, ist eine Art der Schwämme und gehört zur Klasse der Hornkieselschwämme. Aufgrund seiner Farbe wird er auch als Goldschwamm oder Goldener Zapfenschwamm bezeichnet. Das Artepitheton aerophoba stammt aus dem Griechischen und bedeutet Angst vor der Luft, da sich der Schwamm an der Luft blauschwarz verfärbt.

## Merkmale
Aplysina aerophoba bildet Kolonien, die bis über 1 Meter Durchmesser erreichen können. Die einzelnen Röhren werden bis zu 4 cm hoch und erreichen 2,5 cm im Durchmesser und habe je ein Osculum. Der Schwamm ist hellgelb, mit einem leicht grünlich-rötlichem Farbton, der von Cyanobakterien herrührt, die im Mesohyl eingelagert sind. Dort tragen die Cyanobakterien bis zu 38 % der Biomasse des Schwammes bei. Bromhaltige Verbindungen können bis zu 12 % der Trockenmasse ausmachen. Bei Verletzungen des Gewebes werden Isoxazolinalkaloide zu Aeroplysinin-1 und in ein davon abgeleitetes Dienon umgewandelt, welche als chemische Verteidigung gegen Prädatoren, als auch als Mittel gegen Biofouling gedeutet werden.

## Vorkommen
Das Verbreitungsgebiet umfasst das Mittelmeer und den Ostatlantik von Spanien und den Azoren südlich mindestens bis zu den Kanarischen Inseln. Die Art kann an Felsküsten zwischen 0,5 m und 20 m Tiefe relativ häufig sein.

## Ökologie
Die Schnecke Tylodina perversa ernährt sich von dem Schwamm und legt ihre Eier daran ab.